# Толстой, Сергей Львович
Граф Сергей Львович Толсто́й (также писал под псевдонимом С. Бродинский; 28 июня [10 июля] 1863 или 10 [22] июля 1863, Ясная Поляна, Тульская губерния — 23 декабря 1947, Москва) — русский и советский композитор и музыкальный этнограф, работа которого охватывала не только русский и европейский фольклор, но и музыкальные традиции Индии.
Также известен как сподвижник отца — Льва Николаевича Толстого, принимавший участие в перевозке духоборов в Канаду, и русский представитель индийского суфийского исполнителя, мистика Инайят Хана.

## Биография

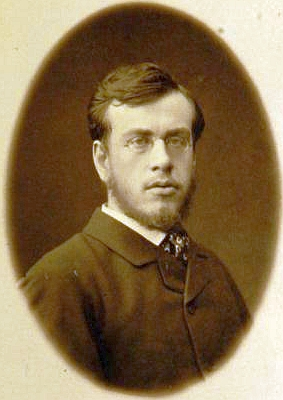
С. Л. Толстой, 1884 год.

В детстве обучался музыке у матери — Софьи Андреевны Толстой и у тульского учителя A. Г. Мичурина, параллельно с учёбой в тульской гимназии. Учился композиции у Сергея Ивановича Танеева.
В 1881—1886 годах учился на отделении естественных наук физико-математического факультета Московского университета. Одновременно посещал курсы при консерватории у Н. Д. Кашкина и B. П. Прокунина.
Работал в Тульском отделении Крестьянского поземельного банка, в Петербурге в управлении Крестьянского банка. В 1890 стал земским начальником Чернского уезда Тульской губернии, где располагалось его имение Никольское-Вяземское. С середины 1890—1900 годов много занимался поддержкой толстовцев, репрессированных властями за антиправительственную деятельность, в том числе Л. А. Сулержицкого. В 1898—1899 годах принимал участие в переселении духоборов в Канаду, о чём оставил ценные воспоминания.
Писал романсы на слова русских поэтов, в том числе А. С. Пушкина, К. М. Фофанова, А. А. Фета, Ф. И. Тютчева; обработал 27 шотландских, 2 бельгийские песни. На конкурсе «Дома песни» (1908) удостоен премии за музыку к 10 шотландским песням Роберта Бернса. Составитель сборников шотландских (Москва, 1927) и старинных французских песен (Москва, 1933).
В результате знакомства и совместной работы с Хазрат Инайят Ханом, который провел в России несколько месяцев в 1913—1914, начал изучать индийскую музыку. В 1914 г. заключил контракт с Инайят Ханом об издании партитуры и постановке балета «Шакунтала» по одноимённой пьесе Калидасы. В 1915 г. издал нотный альбом — Толстой С. Л. и Поль В. И. «Индусские песни и танцы по записям Инайат-Кханом. Переложение для фортепиано» (Изд. Э. Эберг).
Впоследствии, до 1921 г., (когда почти прекратилось почтовое сообщение РСФСР с зарубежными странами) был музыкальным представителем России в «The Sufi Order», основанном Хазрат Инайят Ханом в начале XX века в Великобритании.
Принимал живое участие в сохранении и популяризации памятных мест, связанных с именем отца. В 1914 году написал первый путеводитель по Ясной Поляне.
Написал ряд статей о музыке в жизни Л. Н. Толстого, в том числе «Музыка в жизни Л. Н. Толстого» (Музыка, 1911, № 50, 51), «Музыкальные произведения, любимые Л. Н. Толстым» (в кн.: Толстовский ежегодник, 1912. — М., 1912), «Лев Толстой и Чайковский» (в кн.: История русской музыки в исследованиях и материалах. — Москва, 1924. — Т. I).
В 1926—1930 — профессор Московской консерватории. Мемуарист, композитор, псевдоним С. Бродинский. После Октябрьской революции работал в музыкальном отделе Наркомпроса, участвовал в фольклорных экспедициях. В 1921—1930 научный сотрудник Государственного ин-та музыкальной науки (ГИМН). В 1928—1929 — преподаватель музыкальной этнографии в Московской консерватории.
Автор работ о народной музыке: «Спутник музыканта-этнографа» (совместно с П. Н. Зиминым: М., 1929), «Испанская народная музыка» («Советская музыка». — 1937. — № 7).
В 80 лет Толстой потерял ногу, с трудом передвигался на костылях, терял слух и зрение. Умер в ночь с 22 на 23 декабря 1947 года от инсульта в Москве. Согласно его воле, похоронен на Введенском кладбище, рядом с могилой его второй жены Марии Николаевны Толстой (6 участок). Значительная часть наследия Сергея Толстого находится в архивах Музея музыкальной культуры им. Глинки.

## Семья

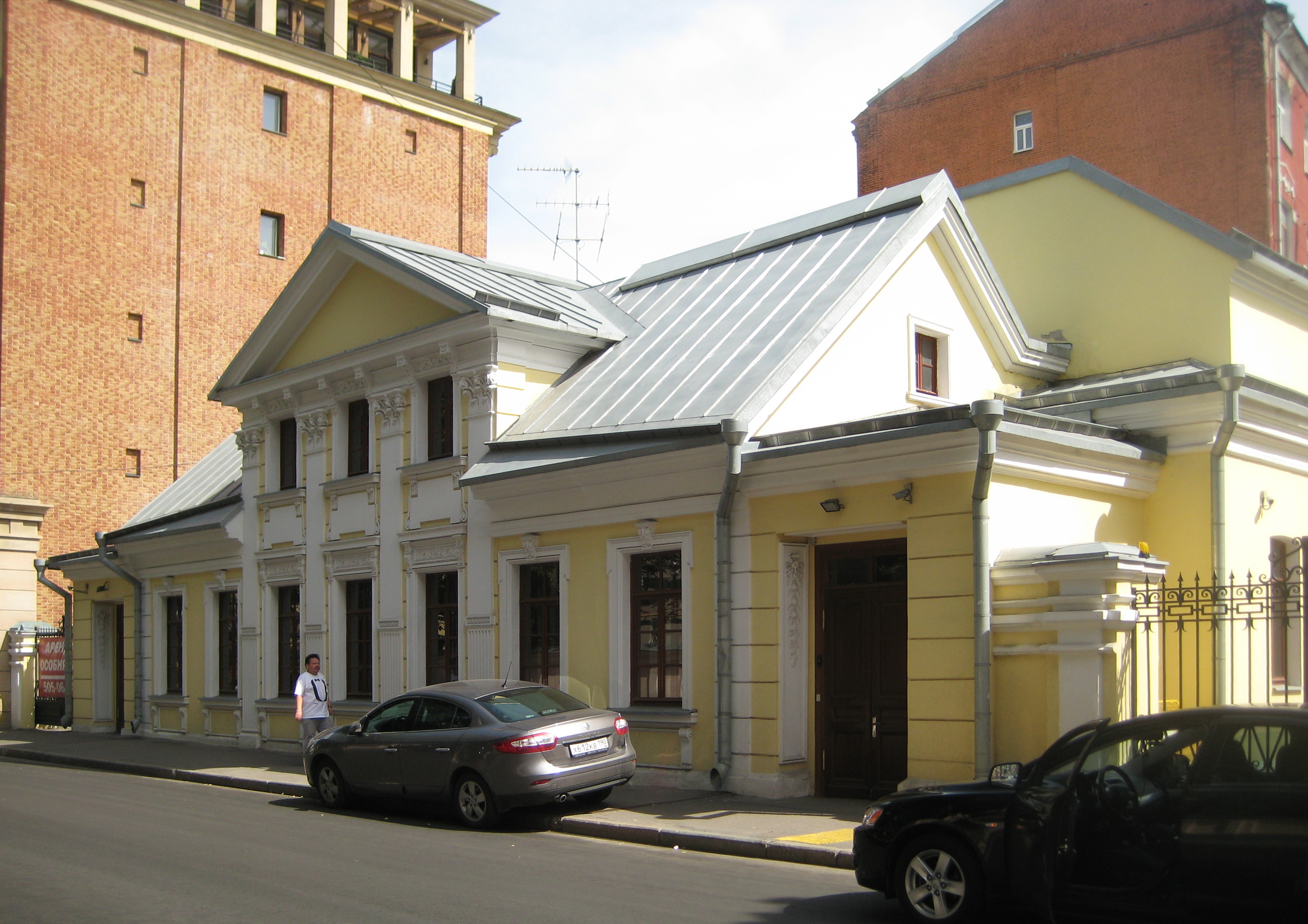
Большой Левшинский переулок, № 15/28, стр. 1, 2, 3 — Городская усадьба Е. Н. Богданова — Е. В. Белоусовой — В. И. Сучковой (1818; 1856; 1886, архитектор В. А. Шимановский; 1891, архитектор И. П. Машков), объект культурного наследия регионального значения. В доме жил композитор С. Л. Толстой, а позже его сын С. С. Толстой

Первым браком был женат на Марии Константиновне Рачинской (23 сентября 1865 — 2 июля 1900), дочери директора Московского сельскохозяйственного института Константина Рачинского; свадьба состоялась 9 июля 1895 года. Александра Львовна Толстая писала: «Большой радостью для всей семьи была женитьба Сергея на Мане Рачинской, дочери директора знаменитой сельскохозяйственной Петровской Академии. Трудно было себе представить застенчивого, скрытного, стыдящегося выражения всяких чувств, некрасивого Сережу, ухаживающим за хорошенькой, привлекательной девушкой, Маней Рачинской. Танина подруга была прелестна, умна, мила, образована (она окончила университет в Англии)». 
Но уже после свадебного путешествия они разошлись (19 ноября 1896 года), а в июле 1897 года родился сын, Сергей Сергеевич Толстой — Александра Львовна Толстая отмечала: «Никто не знал настоящей причины, почему неожиданно Маня, которую так ласково приняли в семью, которую Сергей так любил, неожиданно его бросила. Кругом делалось, как всегда, много предположений, обвиняли Маню, гадко сплетничали. Сергей молчал. Он уединился в свой маленький домик в Никольском-Вяземском, играл на фортепиано, сочинял, и в музыке изливал своё горе». После родов Мария Рачинская заболела чахоткой. В 1898 году она уехала лечиться за границу, и умерла в Лондоне спустя два года. Похоронена в селе Татево Бельского уезда Смоленской губернии. Сын Сергей воспитывался в семье деда Рачинского.
Вторая жена (с 1906) — графиня Мария Николаевна Зубова (15 августа 1867, Карлсруэ — 22 июня 1939, Москва), дочь Николая Николаевича Зубова.

## Награды
- Орден Трудового Красного Знамени

## Музыка
- Что счастье жизни: Для сред. голоса: d.1-f.2 / Сл. Ж. Мориера. — М. ; Лейпциг, ценз. 1902. — 3 с.
- Ветр ночной : Для баса / Сл. Ф. Тютчева; Нем. пер. Л. Эсбер. — М. ; Лейпциг : П. Юргенсон, ценз. 1902. — 7 с.
- Дума за думой : Для сред. голоса: c.1-d.1 / Сл. Ф. Тютчева; Нем. пер. Л. Эсбер. — М. ; Лейпциг : П. Юргенсон, ценз. 1902. — 7 с.
- Сей день, я помню, для меня : Для сред. голоса: c.1-g.2 / Сл. Ф. Тютчева; Нем. пер. Л. Эсбер. — М. ; Лейпциг : П. Юргенсон, ценз. 1902. — 5 с.
- Мы встретились вновь : Для сред. голоса: c.1-as.1 / Сл. А. Фета; Нем. пер. Л. Эсбер. — М. ; Лейпциг : П. Юргенсон, ценз. 1902. — 5 с.
- Привет : Для среднего голоса / Сл. А. Фета; Deutsch von L. Esbeer. — М. ; Лейпциг : П. Юргенсон, ценз. 1902. — 5 с.
- Семь шотландских песен на слова Роберта Бернса и Гектора Макнейля : Для голоса с ф.-п. сопровожд.: Соч. 4 / Гр. Сергей Толстой. — Берлин и др. : Рос. муз. изд-во, б.г. — 39 с.
- Слышу звон: Для голоса с ф.-п.; d.1-d.2: Op. 7, № 1 / Гармониз. графа Сергея Толстого. — М. : Эберг, б.г. — 3 с.
- Две песни: Для голоса с фп.: Op. 2. — М. : Изд. авт. (Печ. П. Юргенсон), 1911. — 9 с.
- 10 шотландских песен (10 Scottish songs = Shottische Lieder) для одного голоса с фортепианным сопровождением : соч. 3 / аранжировка С. Л. Толстого : на слова Роберта Бернса. — Берлин ; Москва : Рос. муз. изд-во, 1911. — 43 с.; 35 см.
- «Индусскіе песни и танцы Записанныя проф. Инаятъ-Ханомъ», в переложении Сергея Толстого и Владимира Поля, б.г. — М. 1915 — 31 с (нотный альбом для фортепиано) PDF.
- Кентавр : Для голоса с сопровожд. ф.-п.; h-fis.2: Op. 10, № 5 / Слова Ф. Л. Соллогуба. — М. : Музсектор Госиздата, 1925. — 5 с.
- Полно спать! Романс для голоса с сопровождением фортепиано : [d¹-g²] : op. 10 / музыка С. Л. Толстого; сл. А. Фета. — Москва : Гос. муз. изд-во, 1925. — 3 с. : ил.; 36 см. — (Пять романсов; № 3).
- Бессоница : Для голоса с сопровожд. фп.: e.1-fis.2: Op. 10 / Сл. А. Пушкина. — М. : Гос. изд-во. Муз. сектор, 1925. — 5 с.
- Где наша роза : Для голоса с фп.: c.1-e.2: Op. 10 / Сл. А. С. Пушкина. — М. : Гос. изд-во. Муз. сектор, 1925. — 3 с.
- Полно спать! : Для голоса с сопровожд. фп.: d.1-g.2: Op. 10 / Сл. А. Фета. — М. : Гос. изд-во. Муз. сектор, 1925. — 3 с.
- Десять шотландских песен для голоса с ф.-п.: Op. 8 / (Гармониз. и переводы на русский яз. С. Л. Толстого). — М. : Муз. сектор Гос. изд-ва, 1927. — 30 с.
- Сборник старинных французских песен : Голос с ф.-п. — М. : Гос. муз. изд-во, 1933. — 44 с. \